# Філіпп Фріч
Філіпп Фріч (нім. Philipp Fritsch; 24 липня 1880, Мюнхен — 10 квітня 1945, Мюнхен) — німецький військовий ветеринар, доктор ветеринарії, генерал-лейтенант ветеринарної служби вермахту (1 квітня 1942). Кавалер Німецького хреста в сріблі.

## Біографія
1 квітня 1908 року вступив однорічним добровольцем в 1-й баварський важкий гірський батальйон. 1 квітня 1908 року відправлений в резерв. З 20 грудня 1911 по 1 квітня 1922 року проходив підготовку в 7-му баварському польовому артилерійському полку. 22 квітня 1912 року зарахований на дійсну службу і призначений у 8-й баварський польовий артилерійський полк. Учасник Першої світової війни. Після демобілізації армії залишений в рейхсвері, представник військової навчальної кузні в Мюнхені.
З 1 квітня 1935 року — головний ветеринар 7-го армійського корпусу, з 26 серпня 1939 року — групи армій «Південь». З 6 вересня по 26 жовтня 1939 року — головний ветеринарний офіцер при військовому командуванні Позена. З жовтня 1939 року — головний ветеринар 6-ї армії, з 9 липня 1942 року — групи армій «B», з 12 лютого 1943 року — «Південь», з 31 березня по вересень 1944 року — «Південна Україна».

## Нагороди
- Медаль принца-регента Луїтпольда
- Залізний хрест 2-го і 1-го класу
- Орден «За військові заслуги» (Баварія) 4-го класу з мечами
- Почесний хрест ветерана війни з мечами
- Медаль «За вислугу років у Вермахті» 4-го, 3-го, 2-го і 1-го класу (25 років)
- Медаль «У пам'ять 13 березня 1938 року»
- Медаль «У пам'ять 1 жовтня 1938 року»
- Хрест Воєнних заслуг 2-го і 1-го класу з мечами
- Медаль «За зимову кампанію на Сході 1941/42»
- Орден Корони Румунії, командорський хрест з мечами
- Німецький хрест в сріблі (10 березня 1944)